# Микита, Андрей Иштванович
Андре́й И́штванович Микита́ (род. 28 января 1959, Ленинград) — советский и российский композитор и пианист, музыкально-общественный деятель, член Правления Союза московских композиторов.

## Биография
Андрей Иштванович Микита родился в Ленинграде. Отец, Иштван Иштванович Микита — хоровой дирижёр, венгр по национальности. Мать, Инга Петровна Бояринова — журналист.
Учился в Ленинградской консерватории, а затем в Московской консерватории. Его преподавателями по фортепиано были Татьяна Румшевич, Натан Перельман, Станислав Нейгауз, Евгений Малинин, по композиции — Юрий Симакин, Борис Тищенко, Татьяна Чудова, Александр Чайковский, Тихон Хренников.
Профессор Московской Государственной консерватории имени П. И. Чайковского, Профессор Российской академии музыки имени Гнесиных, профессор Университета Курашики Сакуё (Япония). Член Правления Союза московских композиторов, член Союза композиторов России.
Председатель и член жюри композиторских и музыкально-просветительских конкурсов, в частности:
- Член жюри Международного конкурса православных композиторов «Роман Сладкопевец»[4].

- Член жюри, а также председатель жюри региональных отборочных этапов Патриаршего международного фестиваля-конкурса «Песнопения христианского мира»[5][6][7].

- Председатель жюри конкурса композиторов «WinterReise»[8].

- Член жюри Всероссийского конкурса композиции имени С. С. Прокофьева[9].

## Творческая деятельность
Андрей Микита наиболее известен как автор кантат, ораторий, инструментальных и хоровых концертов. Много пишет для фортепиано, а также для русских народных инструментов, в частности гуслей. Большое внимание уделяет в своём творчестве духовной музыке. Музыкальное направление, в котором работает Андрей Микита, он сам называет «сакральный романтизм».

### Наиболее значимые сочинения
- В начале 1980-х годов Андрей Микита в соавторстве с Ольгой Петровой и Ириной Цеслюкевич написали балет «Гадкий утёнок», который много лет шёл на сцене Михайловского театра[12], был поставлен в театрах Киева и Омска. Сюита из балета исполнялась в рамках концертных программ в Санкт-Петербургской филармонии[13][14].

- Духовный концерт «Богородичные песнопения» написан в конце 1990-х годов на богослужебные тексты, посвященные главным богородичным праздникам: Рождество Пресвятой Богородицы, Благовещение, Успение и Покров[15].

- Песнопение, посвящённое мученице Татиане, исполняется регулярно каждое воскресенье в Храме Мученицы Татианы при МГУ с 2000 года.

- Концертная фантазия для виолончели и оркестра «Ромео и Джульетта» основана на музыке одноимённой увертюры Петра Ильича Чайковского. В 2010 году в исполнении победителя Международного конкурса имени П. И. Чайковского виолончелиста Сергея Антонова это произведение прозвучало в Москве, Санкт-Петербурге, Петрозаводске и других городах[16].

- Оратория «Семь песен о Боге» написана по мотивам песен религиозной направленности Бориса Гребенщикова. Премьера состоялась в Большом зале Московской консерватории в 2012 году[17][18], затем сочинение неоднократно исполнялось в Санкт-Петербурге[19], Ярославле[20] и других городах России.

- «Гимн Рождеству Христову» впервые прозвучал в Храме Христа Спасителя в 2014 году[21].

- В 2015 году в рамках I Международного Свято-Владимирского фестиваля православного пения «Просветитель» на Валааме[22] состоялась премьера кантаты «Князь Владимир», посвященной тысячелетию преставления святого Владимира Крестителя. В качестве текстовой основы для музыкального сочинения был взят литературный памятник середины XI века «Слово о законе и благодати», который представляет собой запись торжественной речи Илариона Киевского[23].

- В 2018 году в Кемеровской государственной филармонии имени Бориса Штоколова состоялась премьера оратории «Земля Сибирь», написанной в честь празднования 75-летия Кемеровской области, 100-летия города Кемерово и 400-летия города Новокузнецк[24].

- Гимн «Утверди, Боже» для трёх хоров, квинтета солистов, диаконской монодии и колокольного звона был написан к 10-летию интронизации патриарха Кирилла, которое праздновалось в январе 2019 года[25][26].

- «Рождественская кантата» прозвучала впервые в 2020 году на Международном фестивале имени Леонида Ройзмана в Ярославле[27].

- В 2020 году за произведение для смешанного хора и органа «Jesum autem flagellatum» Андрей Микита получил премию в номинации «Сочинения с голосом (хором)» на Третьем Всероссийском конкурсе AVANTI, который проводит Союз композиторов России[28].

Андрей Микита неоднократно сотрудничал с джазовыми музыкантами Андреем Ивановым и Михаилом Ивановым. Совместно они написали симфоджазовую фантазию «Тюильри в блюзовых тонах» на темы «Картинок с выставки» М. П. Мусоргского, а также «Половецкую рапсодию» на темы А. П. Бородина, Д. Брубека и П. Дезмонда. Кроме того, Андрей Иванов исполнил в качестве солиста произведение Андрея Микиты «Будущей весной» для солирующего контрабаса и симфонического оркестра.

## Музыкально-общественная деятельность
В 2007 году по инициативе Андрея Микиты было создано композиторское объединение «МОСТ» (Музыкальное Объединение «Современная Традиция»), в которое вошли такие композиторы, как Роман Леденёв, Владимир Рубин, Кирилл Волков, Алексей Ларин и др. Сейчас Андрей Микита является председателем объединения. В манифесте творческой группы выбор названия обосновывается так: 

Мы пытаемся построить мост через пропасть, которая образовалась за минувшее столетие между людьми, создающими музыку, называемую академической, и людьми, эту музыку исполняющими и слушающими, мост между русскими классиками и современными композиторами. 
Также в манифесте обозначены цели объединения: 

на творческих встречах в общении разных поколений выявлять лучшие музыкальные произведения гуманистической направленности в контексте мировой культуры (независимо от жанра), созданные нашими соотечественниками — современниками и предшественниками, и всеми доступными средствами способствовать их исполнению, распространению, публикации
Для достижения заявленных целей композиторское объединение, в частности, проводит концерты в Московской филармонии, на которых звучит музыка как классиков, так и ныне живущих композиторов. Андрей Микита является автором программ и постоянным ведущим этого абонемента.